# Подолян, Федот Прокофьевич

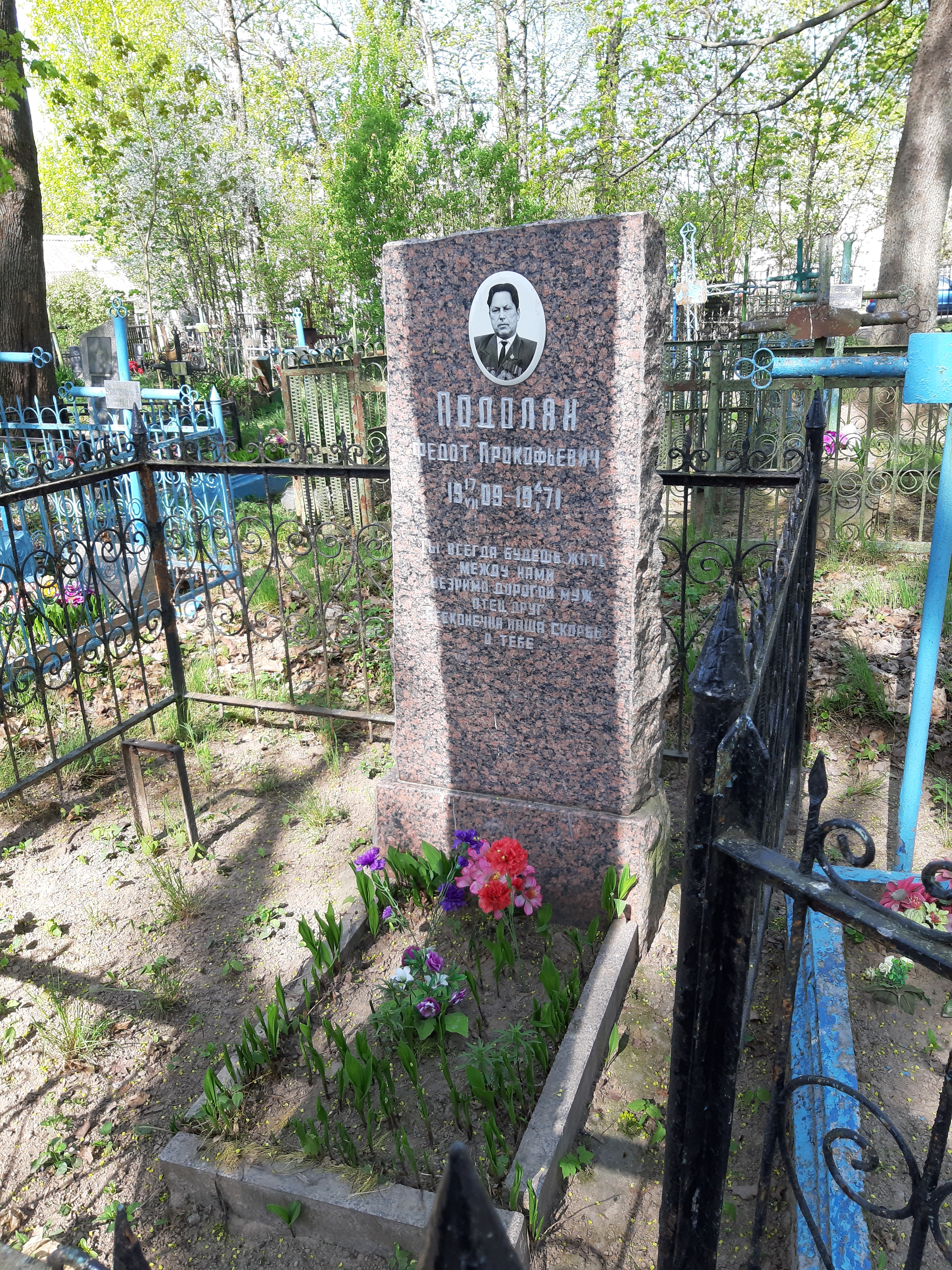
Могила на Воскресенском кладбище

Федот Прокопович Подолян (17 июля 1909, с. Руса-Крикливец Ольгопольский уезд Подольской губернии, ныне Крикливец Винницкой области — 4 января 1971) — один из руководителей партизанского движения в Могилёвской области в годы Великой Отечественной войны.

## Биография
Родился 17 июля 1909 года в селе Руса-Крикливец Подольской губернии (ныне Крикливец Винницкой области) в семье крестьянина. С 1928 года на культурно-просветительной и хозяйственной работы.
С 1931 года — в Красной Армии. Член КПСС с 1938 года.
Великую Отечественную войну встретил под Слонимом, с апреля 1942 года в партизанах: рядовой, взвода, роты, командира отряда. С апреля по июль 1943 года — командир 11-й Быховской партизанской бригады. С июля — командир, а с ноября 1943 года — начальник Быховской военно-оперативной группы, одновременно в ноябре 1943 — феврале 1944 года — секретарь Быховского подпольного райкома партии.
В 1944 — 1965 годах на партийно-советской работе в Бобруйской и Могилёвской областях. Был вторым секретарем Бобруйского горкома партии (1944), заместителем секретаря и заведующим отделом лесной промышленности Могилевского обкома партии (1944 — 1946), первым секретарем Хотимского райкома партии (1946 — 1948), первым секретарем Чаусского райкома партии (1949—1953). В 1954 г. был избран секретарем РК КПБ по зоне Белыничской МТС, в 1955 г. — председателем Мстиславского, а в 1959 г. — Костюковичского райисполкомов. В 1956 году заочно окончил Могилевский педагогический институт.
В послевоенные годы передал Быховскому районному историко-краеведческому музею флаг 11-й Быховской партизанской бригады, который был сшит руками быховских партизанок из бордового плюша и марли. Он также подарил музею печатную машинку, на которой в годы войны печатались материалы для подпольной газеты « Партизан Быховщины» и листовки.
Умер 4 января 1971 года. Похоронен на Воскресенском кладбище в Могилёве.

## Награды и звания
Награждён 2 орденами Ленина, орденами Красного Знамени и Трудового Красного Знамени.
Учитывая большие заслуги Федота Подоляна в развитии партизанского движения в Быховском районе, в день празднования 25-летия освобождения района от немецко-фашистских захватчиков решением городского Совета депутатов трудящихся ему присвоено звание «Почётный гражданин города Быхов».

## Память
Имя Ф. П. Подоляна названа улица и переулок в Быхове.